# Dentelle de papier

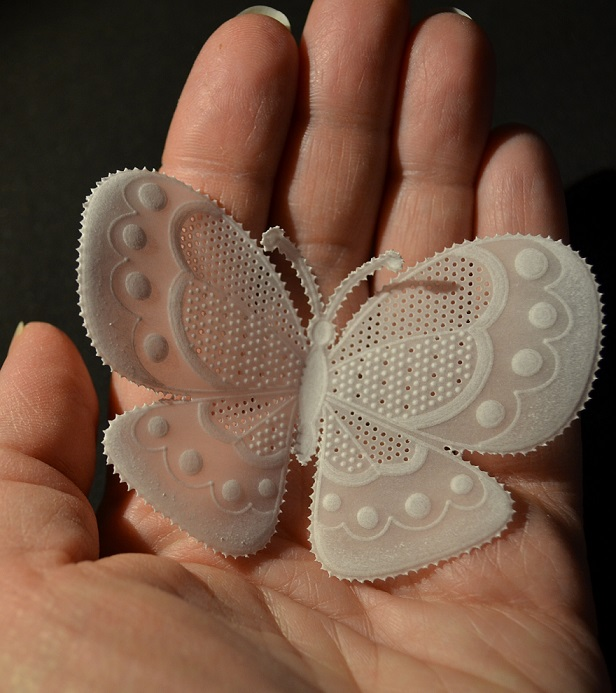
Image en dentelle de papier : papillon
- Ilona Kunstova

La dentelle de papier est l'art d'embellir et de décorer un papier parchemin (ou un vélin ou un papier calque), transparent, à l'aide de techniques telles que l’embossage, la perforation, le pointillage, le découpage et la coloration.
L'art de la dentelle de papier a été utilisé historiquement dans la fabrication d'images religieuses, les canivets, mais les techniques sont appliquées désormais pour créer des objets décoratifs ou des œuvres contemporaines, ou encore comme loisir créatif, s’appuyant souvent dans ce dernier cas sur des modèles.

## Différents intitulés
La dentelle de papier a pris différents intitulés selon les supports et les outils utilisés.
Ainsi, la dentelle de papier est encore appelée artisanat du parchemin, utilisant longtemps  ce type de support ou du vélin (qui est une forme de parchemin fin), puis du papier calque épais ciré ayant un rendu similaire au vélin.
Elle est  également connue sous le nom de Pergamano (qui est un fournisseur de papier et d’outils spécialisés). Le nom de Pergamano fait référence à la ville de Pergame, au nord de Smyrne, en Asie Mineure, où aurait été inventé le parchemin et, selon certaines sources, cet art de la dentelle de papier. Le mot « parchemin » vient du latin pergamena, qui signifie « de Pergame ».
Une forme spécifique de dentelle de papier est connue également sous le nom d’art du canivet : le canivet est un petit canif utilisé pour travailler les parchemins et a donné son nom à des images pieuses réalisées avec cet outil.

## Historique
Les historiens pensent que l'art de la dentelle de papier, né peut-être avec le parchemin à Pergame, s’est développé, comme les enluminures, en tant que forme d'art en Europe au moyen-âge, dans les cloîtres, avant que ces formes d’artisanat dans la confection des ouvrages disparaissent avec l’imprimerie.
L’imprimerie prend  le pas sur la confection manuelle des ouvrages, et le papier devient progressivement le matériau privilégié par l’imprimerie, se substituant au parchemin, pour des raisons évidentes : moindre coût, impression de l'encre et impressions mécaniques en imprimerie facilitées. Mais la pratique artisanale de la dentelle en papier subsiste dans les communautés catholiques, où les artisans créent des objets en forme de dentelle pour des images pieuses, puis dans la société civile. Jusqu'au XVIe siècle, la dentelle de papier est une pratique artistique européenne. Cependant, les missionnaires et autres colons qui s’installent en plusieurs contrées du globe, emportent avec eux cette pratique, notamment en Amérique du Sud..
En Europe, l'invention de la presse à imprimer et la mécanisation d’« images dentelles» réalisées semi-industriellement entraîne progressivement une diminution de l'intérêt pour la dentelle de papier faite à la main. Au XIXe siècle, sous l'influence du romantisme français, les artisans du parchemin ajoutent des thèmes floraux et des chérubins, ainsi qu'un embossage à la main. En parallèle, des réalisations mécaniques sur papier, associant  perforation et  gaufrage, permettent de réaliser et diffuser à moindre coût des images de communion, des cartes de vœux et des objets décoratifs tels que de petits napperons de papier.
L’art de la dentelle en papier manuelle se perd progressivement et est réintroduit dans les années 1980 en provenance de Colombie, notamment par Martha Ospina, fondatrice de l’entreprise Pergamano, qui propose du matériel (sans être le seul fournisseur possible) et des outils pédagogiques autour de cette pratique.

## Outils
L'artisanat du parchemin fait appel à de nombreux outils, chacun d'entre eux ayant une fonction et une utilisation spécifique : outils de traçage des motifs sur le support, outils d’embossage jouant de la texture des supports (leur transparence devenant grise ou blanche), outils à aiguille  pour réaliser des perforations ou des dentelles, ciseaux crantés, outils de coloriage, tampons ou tapis d’embossage et de perforation.

## Étapes de fabrication d’une dentelle de papier
Traçage du motif, embossage, perforation, découpage, apport de couleurs, sont les principales étapes d’un travail qui reste très minutieux, un éloge de la lenteur, pour reprendre les termes d’Anne-Marielle Fabre, artiste francilienne,.
Le traçage du motif, ou le copiage d’un modèle (proposés pour les projets de dentelles en loisir), est la première étape de tout projet de dentelle sur papier. Le traçage permet de définir les lignes directrices des zones du dessin qui seront embossées. Le parchemin a deux faces, l'une avec une surface lisse et l'autre avec une surface rugueuse ; le traçage se fait sur la face avec la surface rugueuse car l'encre adhère plus facilement à ce type de surface.
L'embossage est le processus qui consiste à créer un relief dans un dessin. Il est utilisé pour créer des formes concaves et convexes en alternant le côté sur lequel il est effectué, à l'aide d’outils et de tampon approprié. Il se pratique par le frottement sur le papier d’une forme dure. Une fois terminé, l’embossage est d'une couleur blanche satin, qui contraste avec la translucidité du papier parchemin. La fibre du parchemin a été cassée et a blanchi de ce fait. Cette couleur blanche peut varier en modérant le niveau d’embossage de la forme. Des lignes fines et des hachures peuvent être obtenues également.
Suivent les opérations de ciselage, perforation (poinçonnage), réalisation des motifs de dentelle, puis découpage. Et enfin apport de couleurs, ou dépôt de surfaces argentées ou dorées.